# Ирганай
Иргана́й (ранее известен как Ирхан) — село в Унцукульском районе Дагестана.
Образует сельское поселение село Ирганай как единственный населённый пункт в его составе.

## География
Село расположено на р. Аварское Койсу (бассейн р. Сулак), в 18 км к юго-востоку от районного центра, села Унцукуль.

## Население
| 1888  | 1895  | 1926  | 1939  | 1970  | 1989  | 2002  |
| ----- | ----- | ----- | ----- | ----- | ----- | ----- |
| 598   | ↗613  | ↗699  | ↘692  | ↗880  | ↗1119 | ↗1799 |
| 2010  | 2012  | 2013  | 2014  | 2015  | 2016  | 2017  |
| ↗2286 | ↗2291 | ↗2299 | ↗2316 | ↗2336 | ↗2361 | ↗2366 |
| 2018  | 2019  | 2020  | 2021  | 2023  | 2024  | 2025  |
| ↗2375 | ↗2407 | ↗2433 | ↘2366 | ↗2406 | ↗2434 | ↗2464 |

## История
Центр сельского общества (в XIX в.). Об истории села существует средневековое историческое сочинение «История Ирхана», сборник легенд и преданий.
Центр сельсовета с 1921 года.
Село было разрушено полностью землетрясением в 1970 году.
В 2008 году село попало в зону затопления Ирганайского водохранилища, а жители были переселены, образовав село Новый Ирганай.

## Хозяйство села
- Фруктово-консервный завод.
- Месторождение доломитов, глин и суглинков.

## Достопримечательности села
- Склеп эпохи бронзы.